# جمعية الإعاقة الحركية للكبار
جمعية الإعاقة الحركية للكبار هي جمعية سعودية أسست بموجب خطاب وزارة الشؤون الإجتماعية رقم 6-72218-ش وتاريخ 20-10-1427هــ ، وسجلت بالسجل الخاص لديها برقم 367 بتاريخ 18-7-1428هــ.

## الرؤية
الريادة والتميز في تقديم البرامج والخدمات النوعية لذوي الإعاقة الحركية من الكبار في المملكة العربية السعودية 
 

## الرسالة
تسعي جمعية الإعاقة الحركية للكبار إلي توفير الرعاية الشاملة لذوي الإعاقة الحركية من الكبار من خلال مساهمتها في تقديم حزمة من البرامج الاجتماعية والصحية والتعليمية والتدريبية والتأهيلية وبرامج التوظيف وبرامج الرعاية العامة والخدمات المساندة.
 

## أهداف الجمعية
- تلبية احتياجات كبار المعاقين حركيا وحل المشاكل والعقبات التي تواجههم.
- دعم وتشجيع وتبني البحوث والدراسات التي تسعى لمعرفة أسباب الإعاقة الحركية.
- توعية وتثقيف المعاقين واسرهم.
- دعم وتشجيع أنشطة ومهارات المعاقين التجارية.[2]

## مجلس إدارة الجمعية
- رئيس مجلس الإدارة

م. ناصر بن محمد المطوع
- نائب رئيس المجلس

الاستاذ عسكر بن حريميص الحارثي
- المشرف المالي

عبد الرحمن بن سالم السيف
- أعضاء مجلس الإدارة

عبد الرحمن بن سعد الجبرين
منصور بن علي الحربي
بندر بن عبد الله الراجحي
بندر بن فهد بن مقيل
طلال بن سليمان الحربي
طامي بن فهيد المطيري

## فروع الجمعية
- فرع الرياض
- فرع القصيم[1]

## وصلات خارجية
- الإعاقة الحركية للكبار مشاريع وإنجازات نحو هذه الفئة الغالية
- الإعاقة الحركية تحقق إنجازات مكنت منتسبيها من المشاركة في بناء المجتمع